# Orquesta Boston Pops

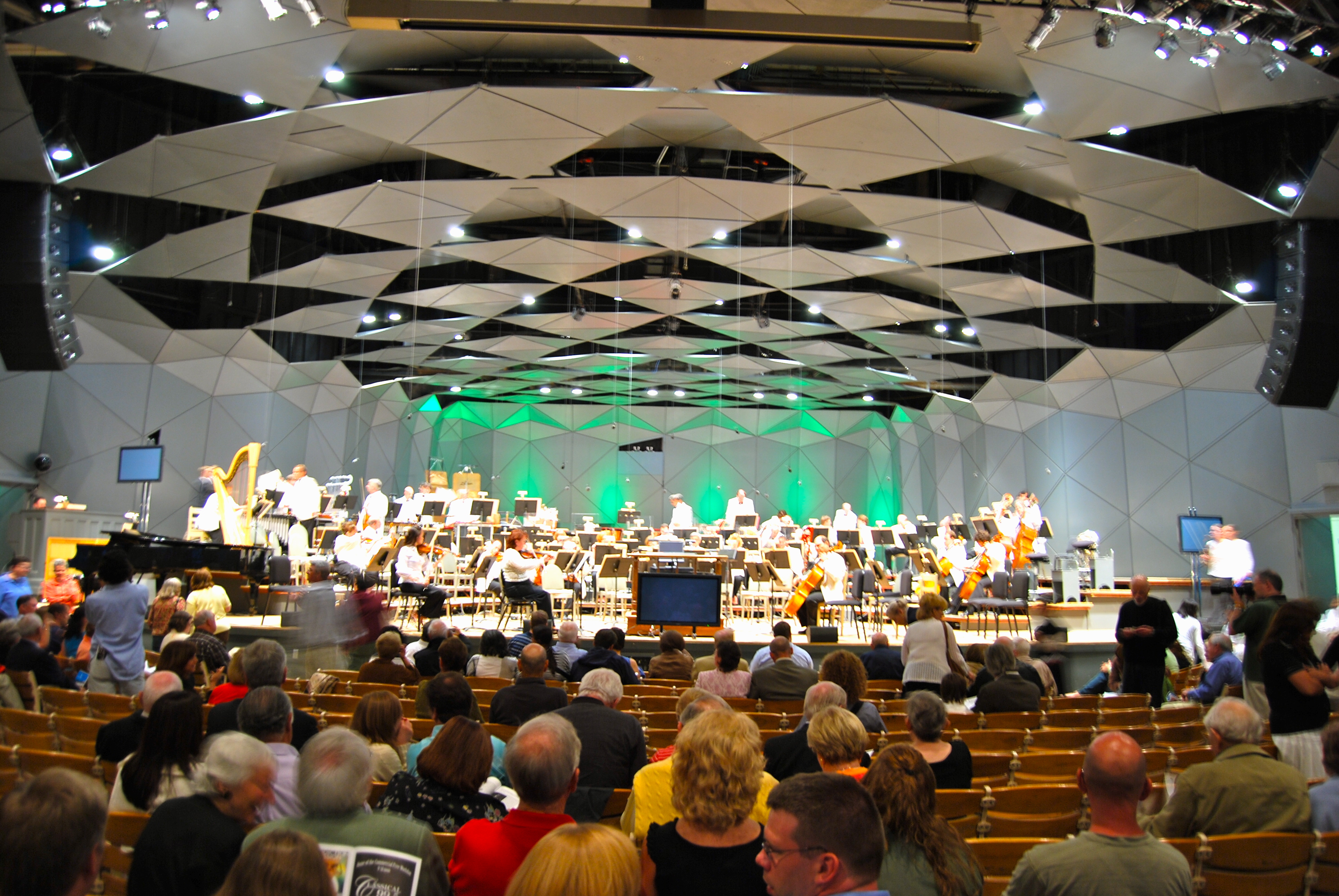
Boston Pops, en un show en Tanglewood.

La Orquesta Boston Pops (en inglés, Boston Pops Orchestra) se fundó en 1885 en Boston, Massachusetts. Su director actual es Keith Lockhart.

## Historia
En 1881, Henry Lee Higginson, el fundador de la Orquesta Sinfónica de Boston, expresó su deseo de presentar en Boston "conciertos de los tipos más ligeros de música." La Boston Pops Orchestra fue fundada para presentar este tipo de música al público, con el primer concierto realizado en 1885. Llamados los "Promenade Concerts" hasta 1900, estas actuaciones combinaban música clásica, temas de los éxitos actuales del teatro musical, y alguna novedad ocasional. Teniendo en cuenta algunos cambios de gusto en el transcurso de un siglo, los primeros programas eran muy similares a los programas de Boston Pops de hoy.
La Boston Pops Orchestra tuvo diecisiete directores hasta 1930, cuando Arthur Fiedler dio inicio a una carrera de cincuenta años. Bajo la dirección de Fiedler la popularidad de la orquesta se propagó más allá de la ciudad de Boston a través de grabaciones de radio y de televisión. Descontento con la idea de que la música clásica era para una audiencia muy exclusiva, Fiedler hizo esfuerzos para acercarla a un público más amplio. Él instituyó una serie de conciertos gratuitos en el Shell de Hatch en el Esplanade, un parque público al lado del río Charles. Fiedler insistió en que la Orquesta Pops reprodujese música popular, así como piezas clásicas conocidas abriendo un nuevo nicho para la música sinfónica popular. De las muchas piezas musicales creadas para la orquesta, la mayoría de trabajos propios más conocidos de la "Pops" eran coloridas y novedosas composiciones de  Leroy Anderson, como "Sleigh Ride","La Máquina de escribir" y otros.
Bajo la dirección de Fiedler, las grabaciones comerciales de la Boston Pops vendieron más que cualquier otra orquesta en el mundo, con ventas totales de álbumes, singles, cintas y casetes que excedieron los 50 millones de dólares. la primeras grabaciones de la orquesta fueron hechas en julio de 1935 para la RCA Víctor, incluyendo la primera grabación completa de La Rapsodia en Azul de George Gershwin. La Pops. hizo su primera grabación de alta fidelidad el 20 de junio de 1947, de Gaîté Parisienne (basado en la música de Jacques Offenbach), y grabó la misma música siete años más tarde en sonido estereofónico, su primera incursión en la grabación multipista.
Es también mérito de Fiedler, haber iniciado la tradición anual de conciertos y fuegos artificiales del cuatro de julio  en la Explanada, uno de los eventos de independencia más concurrido en toda la nación, con una asistencia estimada entre 200.000 y 500.000 personas. También, bajo la dirección de Fiedler, la orquesta y la estación de televisión pública local WGBH desarrollaron una serie de transmisiones televisadas semanales grabadas durante la temporada regular de los "Pops" en Symphony Hall, conocidas como  "Evening at Pops".
La lista de artistas invitados durante este periodo incluye solistas de primer nivel y contiene algunos nombres históricos y legendarios,  en los muchos viajes que llevó a cabo la Boston Pops a cientos de ciudades de todo el país durante la década de 1950 y hasta la de los años 70.
Después de la muerte de Fiedler en 1979, fue sucedido como director de la Boston Pops por el destacado compositor de bandas sonoras John Williams. Williams que continuó Pops la tradición de llevar la música clásica a un público más amplio, iniciando el año "Pops-on-the Heights", conciertos en Boston College y la adición de su propia biblioteca de las conocidas bandas sonoras de películas (incluyendo Star Wars y Indiana Jones) a su repertorio.
Keith Lockhart asumió el cargo de director principal de Pops en 1995. Lockhart sigue llevando a cabo el día de hoy Boston Pops, añadiendo un toque de extravagancia y un gusto por lo dramático de sus actuaciones. Williams sigue siendo el Director Laureado y lleva a cabo de una semana de conciertos Pops, la mayoría de los años. Lockhart presenta a numerosos artistas de la música pop, a tocar con la orquesta, como Ben Folds, Rockapella, Guster, My Morning Jacket, Aimee Mann y Elvis Costello.

## Directores
- 1995–presente: Keith Lockhart
- 2002–2006: Bruce Hangen (Principal Guest Conductor)
- 1980–1995: John Williams (Laureate Conductor, 1995–present)
- 1955–1999: Harry Ellis Dickson (Associate Conductor)[1]
- 1930–1979: Arthur Fiedler
- 1927–1929: Alfredo Casella
- 1917–1926: Agide Jacchia
- 1916: Josef Pasternack
- 1913–1916: Clement Lenom
- 1915–1916: Ernst Schmidt
- 1913–1916: Otto Urach
- 1909–1917: André Maquarre
- 1908–1909: Arthur Kautzenbach
- 1897: Leo Schulz
- 1896–1902; 1906–1907: Max Zach
- 1895: Antonio de Novellis
- 1891–1894; 1903–1907: Timothee Adamowski
- 1891: Eugen Gurenberg
- 1888: Franz Kneisel
- 1887: Wilhelm Rietzel
- 1886: John C. Mullaly
- 1885; 1887–1889: Adolf Neuendorff